# Crónica Mexicayotl
Die Crónica Mexicayotl ist ein in aztekischer Sprache abgefasstes Werk, dessen Teile von verschiedenen Autoren indianischen Autoren stammen. Das Werk gibt einen historischen Überblick über die Mexica oder Azteken von ihrem Auszug aus dem mythischen Ort Aztlán bis in die Zeit der spanischen Eroberung.

## Inhalt und Verfasser
Die Teile des Werkes lassen sich mindestens drei Autoren zuweisen:
- der erste Teil, verfasst von Alonso Franco, erzählt die Wanderung der Mexica von Aztlan aus.
- der zweite Teil, dessen Autor Hernando de Alvarado Tezozómoc ist, beschreibt den weiteren Verlauf der Wanderung und die Ansiedlung in Tenochtitlán.
- der dritte Teil ist eine sehr eingehende historisch-genealogische Darstellung mit besonderer Beachtung des aztekischen Herrscherhauses. Sein Autor ist nicht genauer bestimmbar.
- Domingo Francisco Chimalpahin Quauhtlehuanitzin ist für zwei Einschübe verantwortlich.

## Manuskriptgeschichte
- Das Werk ist in der Handschrift Chimalpahins erhalten. Im Verbund einer dreibändigen Sammelhandschrift umfasst die Crónica Mexicayotl die Folios 18 bis 63. Die Handschrift gelangte in die Hände des mexikanischen Forschers Carlos Sigüenza y Góngora (1645–1700), von dort in das Jesuitenkolleg San Gregorio in Mexiko-Stadt. Der weitere Weg der Sammelhandschrift bis zu ihrem endgültigen Aufbewahrungsort, der British and Foreign Bible Society, deren Bestand sich in der Cambridge University befindet, ist nicht bekannt.
- Von dieser Fassung wurde durch Lorenzo Boturini Benaducci (1698–1755) eine Kopie angefertigt, die verschollen ist.
- Diese Kopie diente zur Vorlage einer weiteren, die schließlich mit zahlreichen anderen mexikanischen Manuskripten in die heutige Bibliothèque nationale de France gelangte. Von ihr wurden im mexikanischen Auftrag Fotoaufnahmen angefertigt, die als Grundlage der ersten spanischen Übersetzung dienten.

## Ausgaben und Übersetzungen
- Berthold Riese Crónica Mexicayotl. St. Augustin, Academia Verlag 2004. ISBN 3-89665-271-0 (aztekischer Text und deutsche Übersetzung mit ausführlicher Einleitung)
- Arthur J. O. Anderson, Susan Schroeder: Codex Chimalpahin. 2 vols. Norman, University of Oklahoma Press 1997. ISBN 0-8061-2921-2 (Text und englische Übersetzung der Crónica Mexicayotl befinden sich in Band 1, Seiten 60–177)
- Adrián León: Crónica mexicayotl. México, Imprenta Universitaria 1949 (Text und wörtliche sowie inhaltliche spanische Übersetzung)